# Bannikuppe, Tumkur
Bannikuppe là một làng thuộc tehsil Tumkur, huyện Tumkur, bang Karnataka, Ấn Độ.